# Abraxas ribesata
Abraxas ribesata är en fjärilsart som beskrevs av Otto Staudinger 1892. Abraxas ribesata ingår i släktet Abraxas och familjen mätare. Inga underarter finns listade i Catalogue of Life.